# ألبرت بوخمان
ألبرت بوتشمان هو سياسي ألماني، ولد في 28 أكتوبر 1894 في بيرمازنز في ألمانيا، وتوفي في 17 مايو 1975 في برلين في ألمانيا. نشط حزبياً في حزب الوحدة الاشتراكية الألماني والحزب الشيوعي في ألمانيا والحزب الديمقراطي الاجتماعي الألماني. وقد انتخب عضو في الرايخستاغ في  جمهورية فايمار ‏.